# Солунская болгарская мужская гимназия

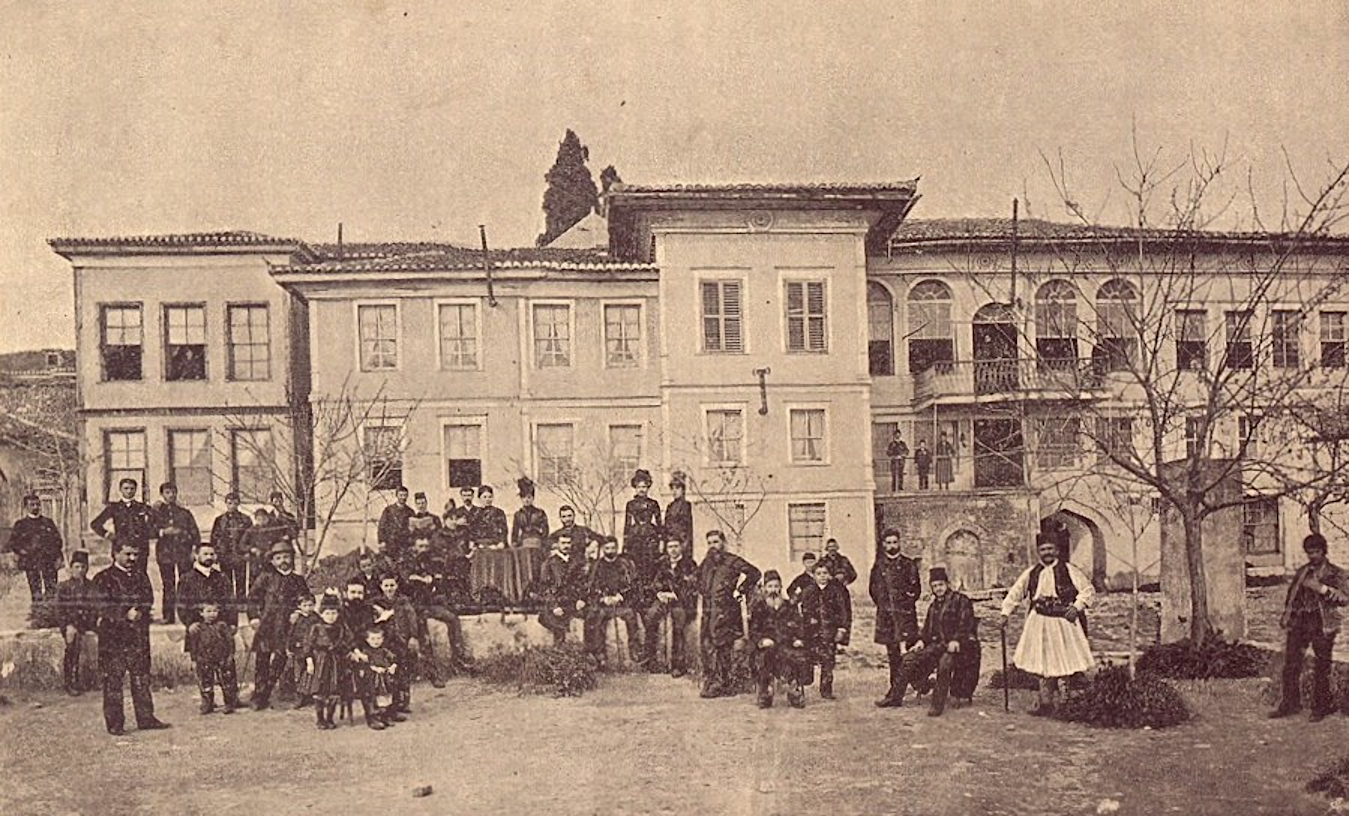
Салоникская гимназия 1888-1889 годов.

Солунская болгарская мужская гимназия «Святые Кирилл и Мефодий» (болг. Солунска българска мъжка гимназия „Св. св. Кирил и Методий“) — первая болгарская мужская гимназия в Македонии, один из самых значительных центров болгарского просвещения. 
Гимназия была основана осенью 1880 года в городе Салоники и просуществовала до 1913 года. Преемником Салоникской гимназии считается Национальная гуманитарная гимназия «Святые Кирилл и Мефодий» в Благоевграде, Пиринская Македония, Болгария.

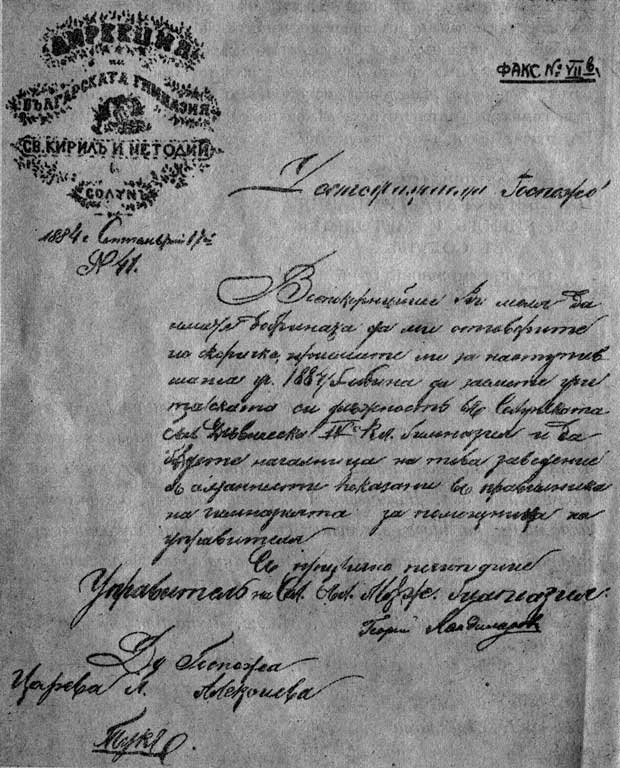
Документ Салоникской болгарской мужской гимназии 1884 года

## Гимназия и политическая борьба

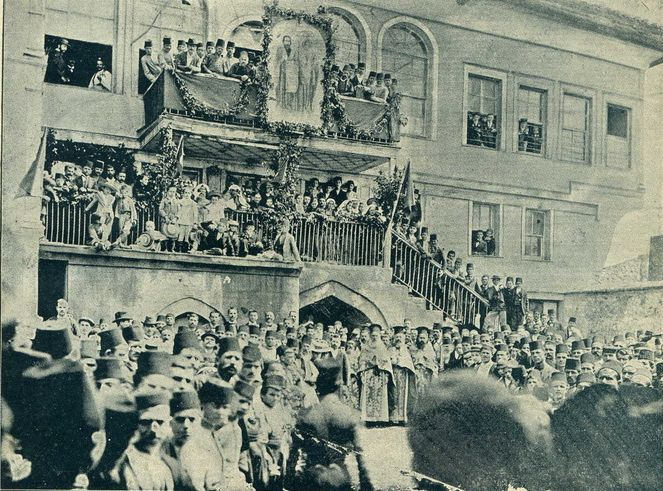
Торжество в гимназии по случаю 11 мая

Как и все болгарское общество в Салониках, после 1893 года ученики и учителя гимназии были разделены на два лагеря — «революционеры» и «эволюционисты». Гимназия была одним из центров борьбы между двумя течениями.
Взгляды приверженцев эволюционного развития связаны с позицией Экзархией о необходимости продолжения культурно-просветительского и экономического развития населения Македонии легальными средствами.
Революционеры были приверженцами  идей ВМОРО о подготовке вооруженной борьбы за автономию Македонии.
В гимназии возникли ячейки ВМОРО, несколько раз вспыхивали демонстрации учащихся и части учителей-революционеров против директоров-эволюционистов 
Со 2 по 4 января 1903 года в кабинете физики проводились заседания Салоникского конгресса ВМОРО, на котором было принято решение о подготовке Илинденского восстания. 22-24 апреля 1910 года в гимназии  проводился Первое общее заседание Болгарской Матицы.
Согласно современной македонской историографии,  противоречия вспыхивали между учениками и учителями с болгарским и македонским самосознанием.

## Гимназия в художественной литературе
Иван Вазов посвятил гимназии стихотворение «Посещение Салоникской гимназии», часть цикла «Македонские сонеты». Повод для стихотворения дало его посещение гимназии в 1884 году.

## Директора и учителя гимназии

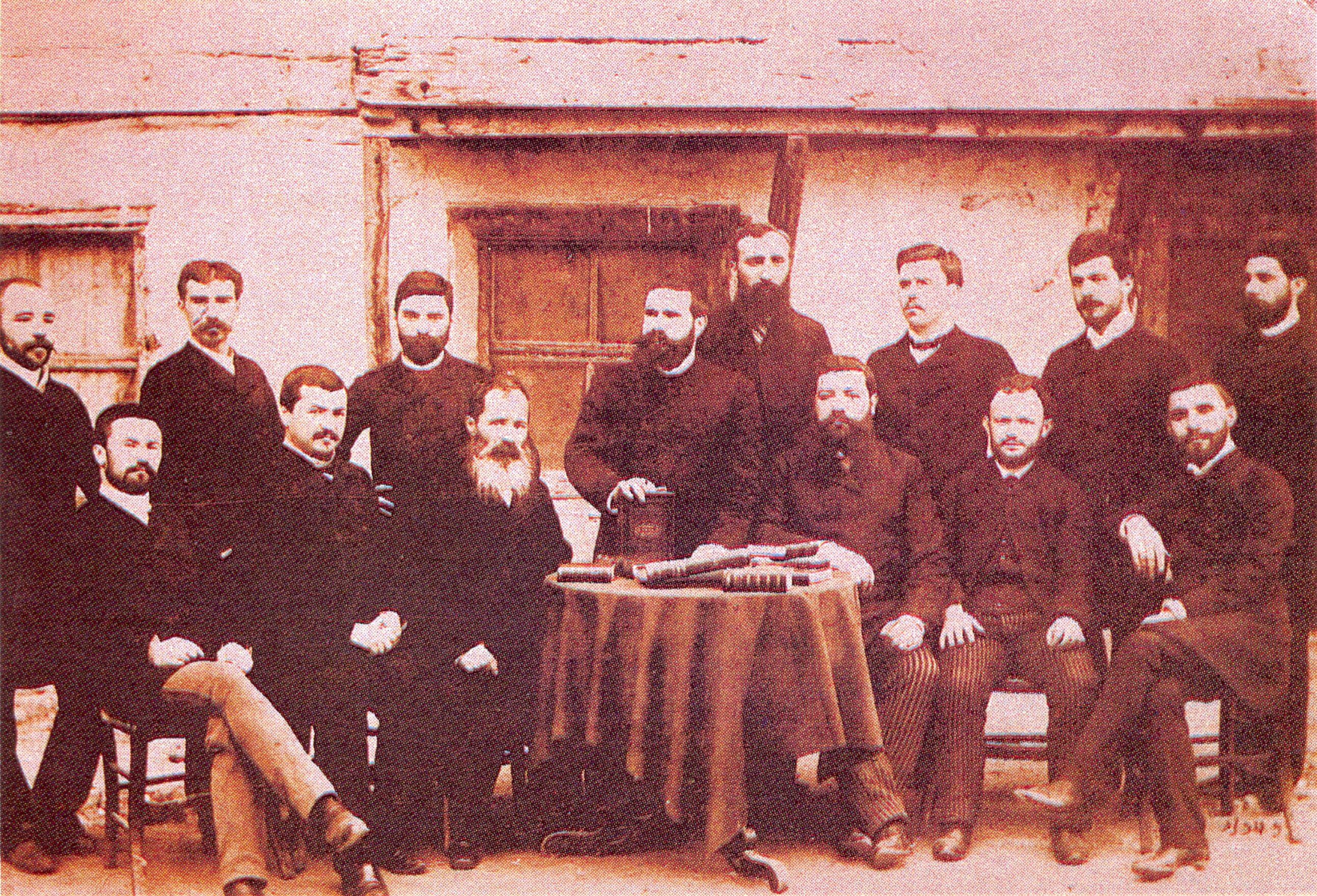
Учителя гимназии в 1890 году

В гимназии преподавали известные болгарские ученые и просветители. Первым директором считается Божил Райнов. Кузман Шапкарев руководил гимназией первый год как главный учител, а второй - как надзиратель.

### Директора
- Кузман Шапкарев — (1880 – 1881) (главный учитель)
- Божил Райнов — (1881 – 1883)
- Георги Кандиларов — (1883 – 1887)
- Константин Стателов — (1888)
- Начо Начов — (1888 – 1891)
- Димитр Хаджииванов — (1891 — 1892)
- Васил Кынчов — (1892 — 1893)
- Михаил Сарафов — (1893 — 1896)
- Анастас Наумов — (1896 — 1897)
- Христо Матов — (1896 — ?)
- Никола Начов — ?
- Атанас Ченгелев — ?
- Антон Попстоилов — (1907 — 1909)
- Тодор Дечев — (1909 – 1912)
- Георгий Белев — (1912 – 1913)

### Учителя
- Васил Кынчов (1888-1891), учитель химии
- Владислав Алексиев (1884-1962), юрист
- Григор Пырличев, писатель
- Гёрче Петров (1895-1897), революционер
- Иван Караджов (1875-1834), революционер
- Константин Величков (1890-1891), писатель и политик
- Трайко Китанчев, публицист и революционер

## Воспитанники гимназии
- Андрей Ляпчев, политик, премьер-министр Болгарии
- Борис Сарафов, революционер
- Гоце Делчев, революционер
- Даме Груев, революционер
- Евтим Спространов, публицист и общественный деятель
- Тодор Александров, революционер, руководитель ВМРО
- Димитар Влахов, революционер, руководитель Социалистической Республики Македонии (отчислен в 1897 году)